# Comté de Clay (Iowa)
Pour les articles homonymes, voir Comté de Clay.
Le comté de Clay est un comté de l'État de l'Iowa, aux États-Unis. La population était de 16 667 habitants en 2010.